# Фомин, Родион Афанасьевич
{{Государственный деятель
|имя = Родион Афанасьевич Фомин
|изображение  =  
|ширина = 
|должность = первый секретарь Брянского горкома ВКП(б)
|флаг = 
|периодначало = май 1937
|периодконец = июль 1938
|предшественник = 
|преемник = 
|дата рождения = 19.04.1902
|место рождения = дер. Усовка, Запрудская волость, Жиздринский уезд, Калужская губерния, Российская империя
|дата смерти = 1954
|партия = КПСС 
|профессия = 
|образование = 
|награды = 
Родион Афанасьевич Фомин (1902 — 1954) — советский хозяйственный, государственный и политический деятель.

## Биография
Родился в 1902 году в деревне Усовка Жиздринского уезда Калужской губернии. Член ВКП(б) с 1928 года.
С июня 1929 по август 1930 – председатель окружного отдела Союза совторгслужащих в Брянске. С августа 1930 по май 1932 – председатель райпрофсовета в поселке Суземка Западной области. С мая 1932 по ноябрь 1934 – инструктор Брянского горкома ВКП(б). С ноября 1934 по май 1937 – секретарь парткома Брянской районной электростанции в посёлке Белые Берега Западной области.
В мае 1937 – июле 1938 – первый секретарь Брянского горкома ВКП(б). В июне 1938 – третий секретарь Оргбюро ЦК ВКП(б) по Орловской области, с июля 1938 по сентябрь 1939 – второй секретарь Орловского обкома ВКП(б)
В январе-августе 1941 – первый секретарь Новозыбковского райкома ВКП(б), с августа по сентябрь 1941 – первый секретарь горкома ВКП(б) в г. Орджоникидзеград Орловской области.
Участник Великой Отечественной войны с октября 1941, начальник политотдела 260-й стрелковой дивизии 129-го стрелкового корпуса. Уволен из армии в июле 1946 года.
Позднее – первый секретарь Молотовского райкома КП(б)У, секретарь Ждановского горкома КПУ по кадрам.
Избирался депутатом Верховного Совета СССР 1-го созыва.
Умер в 1954 году. 